# Municipio de Center (condado de Benton)
El municipio de Center (en inglés: Center Township) es un municipio ubicado en el condado de Benton en el estado estadounidense de Indiana. En el año 2010 tenía una población de 2757 habitantes y una densidad poblacional de 19,78 personas por km².

## Geografía
El municipio de Center se encuentra ubicado en las coordenadas 40°36′6″N 87°17′36″O / 40.60167, -87.29333. Según la Oficina del Censo de los Estados Unidos, el municipio tiene una superficie total de 139.39 km², de la cual 139,37 km² corresponden a tierra firme y (0,01 %) 0,02 km² es agua.

## Demografía
Según el censo de 2010, había 2757 personas residiendo en el municipio de Center. La densidad de población era de 19,78 hab./km². De los 2757 habitantes, el municipio de Center estaba compuesto por el 97,1 % blancos, el 0,47 % eran afroamericanos, el 0,07 % eran amerindios, el 0,11 % eran asiáticos, el 0,83 % eran de otras razas y el 1,41 % eran de una mezcla de razas. Del total de la población el 3,59 % eran hispanos o latinos de cualquier raza.